# Слатинско неолитно селище
Раннонеолитно селище Слатина-София е праисторическо селище – едно от най-големите на Централните Балкани. Представлява многослоен археологически обект, разположен в източната част на София, южно от кв. Слатина. Заема незаливна тераса на левия бряг на Слатинска река. Общата му запазена площ е около 80 дка, но вероятно по време на съществуването си през столетията се разраства и свива на площ от около 300 дка. Възниква в края на VII хилядолетие пр. Хр., в периода на ранния неолит, и съществува в продължение на повече от половин хилядолетие – до средата на VI хилядолетие пр. Хр. Натрупалият се през този период културен пласт достига дебелина до 4 м. Регистрирани са осем последователни нива на обитаване, в които се откриват останки от живота на праисторическите хора: деструкции от опожарени и неопожарени къщи, съоръжения и предмети от интериора им, обредни структури, ограждащи ровове, многобройни каменни, костени, рогови и керамични оръдия, керамични съдове, животински кости и човешки останки. Заради географското си положение слатинското селище е медиатор в централната зона на Балканите и вероятно и по тази причина жителите му са носители на активно иновативно мислене и двигател на културното развитие в региона.

## История на проучванията
Селището е открито през 1928 г. при построяване на околовръстната железопътна линия на София. В следващите десетилетия културният му пласт е многократно нарушаван от съвременни строителни дейности: през 50-те години е изграден комплексът на Българската академия на науките (БАН) – със собствена наземна и подземна инфраструктура; през 70-те години е построен спортния комплекс „Червено знаме“. По време на тези дейности Неделчо Петков, пощенски служител, интересуващ се от история и археология, събира материали от строителните изкопи и публикува статии за тях в научни годишници и списания. При изкопни работи за прокарване на кабели през 1978 г. Лиляна Перничева успява да проучи няколко неолитни обредни ями. През 1985 г. част от културния пласт е унищожен от широк изкоп за трамвайна линия. Тогава започват системните археологически разкопки на раннонеолитното селище, първоначално проведени като спасителни. В периода 1985 – 1997 г. под ръководството на Васил Николов, върху площ от 1,5 дка, се извършват проучвания, дали значителна информация за селището и неговите обитатели. През 2004 г. са проведени кратки сондажни проучвания. През 2013 г. разкопките са подновени в цялата западна част на същия сектор и от тогава се провеждат ежегодно. От 2018 до 2022 г. се извършват спасителни проучвания в границите на няколко парцела с обща площ около 2500 кв. м в източната периферия на селището, на север от бул. „Шипченски проход“, преди в тях да започне строителство на жилищни сгради.

## Стратиграфия, периодизация и хронология
Селището вероятно е създадено през последното столетие на VII хилядолетие пр. Хр., когато група преселници от Южна Анатолия достига до Софийското поле и се заселват в района, в резултат на което възниква селище и постепенно се разраства. Обитаването му продължава до около средата на VI хилядолетие пр. Хр., когато поради климатични промени обитателите му се преместват, вероятно в периферията на Софийското поле. Засега най-късните дати са получени от вкопани структури с обреден характер, намиращи се в периферията на селището, използвани в периода 5600 – 5500 г. пр. Хр. Върху някои от тях има запазени по-късни, силно разрушени неолитни постройки. Те маркират края на обитаването на този район около Слатинска река и могат най-общо да се поставят в средата на VI хилядолетие пр. Хр. При спасителните проучвания в северната част на селището са установени следи от съществени климатични промени, свързани с активна водна дейност. Мащабно заливане и свличане на земна маса с дебелина до 1 м по левия бряг на Слатинска река е регистрирано в най-ниските части на селището и променя радикално релефа на речната тераса. Събитието може да се постави около 5700 г. пр. Хр. Въпреки това още около две столетия районът е обитаван, преди да бъде окончателно напуснат, най-вероятно заради влошаване на природните условия за живот. 

Колкото и консервативна да е материалната култура на древните земеделци и скотовъдци, тя се променя с времето. Проучването на тези промени в много селища от региона показва синхронност по отношение на някои от елементите на материалната култура и преди всичко на най-податливите на древната „мода“ – формите и украсата на керамичните съдове. Това позволява синхронизиране във времето при проучване на раннонеолитни селища от долината на Струма, Софийското поле, западните части на Тракия и част от Централните Балкани. В началните фази от съществуването на селището тънкостенните керамични съдове са украсявани само с бяла боя, по-късно, заедно с бялата, се използва виненочервена боя първоначално върху червеноангобирани съдове, впоследствие и върху такива с оранжева повърхност, а в последните етапи господства орнаментацията с по-светла или по-тъмна кафява боя. Ето защо може сравнително лесно да се разграничават и конкретно да се определят етапите и фазите в развитието на Слатина. Няколко дати от V строително ниво на селището показват, че появата на ранната червена рисунка може да се постави около 5900 – 5800 г. пр. Хр., а тъмните рисунки доминират около 5700 г. пр. Хр. Засега получените радиовъглеродни дати не са достатъчни за по-конкретни изводи, но с течение на теренните проучвания картината на хронологическото развитие на материалната култура на слатинското селище ще бъде обогатена. 

## Селището
Селището е разположено в район с благоприятни природни условия: в близост до постоянни водоизточници – съчетания на извор и малка река; наличие на подходящи строителни материали в близките околности – глина от бреговете на Слатинска река и дъбови гори, осигуряващи дървен материал; плодородна земя за земеделие (земята в района е била плодородна и в късно време) и подходящи пасища и гори за храна на животните и за лов. Най-ранното слатинско селище е оградено от два кръгово извити концентрични рова и масивна дървена стена, които вероятно стигат до брега на реката. Сами за себе си сравнително плитките ровове (около един метър) едва ли са някакво особено физическо препятствие. По-скоро са изкопавани като обредни структури с магическо-охранителна роля, очертаващи границите на селото.

Къщите са наземни, т.е. са построени без вкопаване на нивото на пода в околния терен. Няма следи и съответно няма основание да се предполага, че къщите имат оградени дворове, в които да са отглеждани домашни животни. Между къщите винаги е оставяно по-малко или по-голямо разстояние (обикновено един-два метра, понякога и повече), обособявани са и малки празни пространства. Наблюдава се известна вътрешна планировка, като тя не е постоянна и единна за всички нива на обитаване. В най-късната фаза от живота на селото е констатирано подреждане на къщите в проучвания сектор в приблизително успоредни редове, между които е оставена тясна „улица“. Върху проучваната площ са установени 9 постройки, разположени в две приблизително успоредни редици с посока северозапад – югоизток. Постройките са разположени на разстояние една от друга от 5 до 15 м. От по-ранното ниво на обитаване са установени 8 постройки, концентрирани в две група – западна и източна, разделени от незастроена площ с ширина около 5 м и ориентация североизток – югозапад. Постройките са разположени една от друга на разстояние от 1 м до 2,50 м, но без строителен план. Поради по-малката проучена площ на останките от останалите хоризонти не са направени наблюдения за планировка. Интересен е фактът, че ориентацията на редовете от къщи е съобразена с постоянния в Софийското поле северозападен вятър и то така, че той да не духа по дължината на „улиците“, а напречно на тях.

## Земеделие и скотовъдство, лов и събирателство
Обитателите на раннонеолитното селище Слатина-София са една от първите земеделско-скотовъдни групи на територията на Централните Балкани. Земеделието е първият им основен поминък като разнообразието на отглежданите видове е характерно още за прародината им в Анатолия. Според откритите овъглени останки зърнените култури, които се отглеждат са: еднозърнест и двузърнест лимец, мека пшеница, различни видове ечемик, както и бобови: леща, грах, секирче, бурчак и глушина. Освен запазилите се през хилядолетията овъглените зърна до нас са достигнали и някои от използваните инструменти – каменни мотики, рогови сърпове, както и най-ранният установен досега на Балканите палешник, изработен от камък.

Вторият основен поминък е скотовъдството. Изследвани са хиляди фрагменти от животински кости, открити в селището, според разпознаването на които отглежданите животни от древните хора са говеда, овце, кози и свине – предимно за месо и донякъде за получаване на млечни продукти. Домашните животни са отглеждани имали своите обори и кошари извън рамките на селото. 

Ловът и събирателството – занимания с хилядолетна традиция, също съпътстват живота на предците ни. Обект на лов са тур, елен, сърна, дива свиня, златка, язовец, мечка, лисица, вълк, бобър. Събирани са най-вече различни плодове: дрян, слива, грозде, бъз, къпина, ягода. Обект на събирателство са и различни видове камъни за изработка на жизнено необходимите сечива. 
По открити в Слатинското селище костни останки от отпреди около 8000 г. палеоорнитологът Златозар Боев установява 8 вида диви птици, обект на лов – ням лебед (Cygnus olor), малка белочела гъска (Anser erythropus), северен мишелов (Buteo lagopus), сив жерав (Grus grus), голяма дропла (Otis tarda), малка дропла (Tetrax tetrax), гривяк (Columba palumbus) и сива врана (Corvus cornix).

## Къщата
По време на археологическите разкопки са проучени и документирани останките на над 30 къщи. Най-често къщите са едноетажни, но през втората половина на ран¬ния неолит се появяват и двуетажни постройки, което е важно достижение в древната строителна дейност. Обикновено се състоят от едно помещение с площ от 20 до 50 кв. м, рядко – от две, и по изключение – от три и повече. В малобройни случаи са установени постройки с прилепено към едната им стена малко допълнително помещение. В ранните нива на обитаване са проучени няколко постройки със сложен строителен план и застроена площ от над 200 кв. м. Раннонеолитните къщи, каквито са и слатинските, имат приблизително квадратен, приблизително правоъгълен (най-често) или слабо трапецовиден план на застрояване. Ориентирани са по посоките на света (обикновено с малки отклонения наляво или надясно). Късата страна на трапецовидните постройки е насочена по посока север/северозапад – север/североизток (по климатични причини). Входът почти винаги гледа на юг или изток. 

Стените на къщите почти винаги са изграждани от забити на дълбочина до 70 – 90 см вертикални дъбови стълбове, преплетени с тънки лескови или върбови пръчки; конструкцията е обмазвана от двете страни с глинена мазилка, нанасяна на няколко „ръце“ (пласта). Подът е правен от трамбована глина, понякога върху дървен гредоред за по-успешно изолиране от влагата, а в някои случаи най-отдолу е настилан пласт от хидрофобна глина. В т. нар. Голяма къща са използвани и дървени пилоти. Двускатната покривна конструкция е дървена, поддържана от стените и от други вътрешни дървени подпори, а покривното покритие е от слама или тръстика. 

Интериорът на раннонеолитната къща е унифициран. Куполната пещ е най-масивното съоръжение и обикновено лежи на централната ос, срещу вратата. Тя се използва за отопление и приготвяне на храната. Непосредствено до нея се намира каменната мелница за смилане на зърно – голям хромелен камък, вграден в масивна глинобитна основа, и лежащ върху него по-малък, подвижен. От едната или двете страни на този комплекс са разположени големи глинени съдове-зърнохранилища. Каменен хаван често е вграждан на подходящо място в пода. Зоната за  приготвяне на храна представлява ниско глинобитно съоръжение до стена или по-често дървена конструкция-маса. Там е и мястото на по-големи керамични съдове за съхраняване на вода. Дървена конструкция може да бъде и лежанката („леглото“) –  мястото за спане, но вероятно нощуването става и върху рогозка на различни свободни места на пода. В някои къщи е изграждан и използван вертикален станове. По стените на къщата са прикрепвани дървени полици като място за съхраняване на керамични съдове, дребни предмети и сечива, както вероятно е окачван и земеделския инвентар. Понякога на определено за това място в къщата са изработвани каменни, кремъчни, костени и рогови сечива. В някои случаи са установявани обредни структури – ниши, антропозооморфни релефи, релефни или рисувани орнаментални пана по стените, алтар с колона, обредна яма в пода. 

## Религиозно-митологична система
Смяната на поминъка при възникването на ранноземеделските общества в Стария свят довежда до коренна промяна в религиозно-митологичните представи. Доминираща става идеята цикличността в живота на природата и обществото, в контекста на която най-важно е плодородието на земята и жената. 

Отражение на тези представи са различни предмети с обредни функции като женски антропоморфни фигури, зооморфни фигури и култови масички, откривани много често в културния пласт на раннонеолитното селище. По-рядко срещани артефакти, имащи обредни функции, са различни антропоморфни изображения (керамични антропоморфни съдове, съдове с пластични или рисувани антропоморфни изображения, антропоморфен амулет), зооморфни съдове и амулети, пинтадерите („печати“), керамичните модели на житно зърно, керамичен модел на къща. 

Орнаменталните композиции върху керамичните съдове с рисувана украса са отражение на ранноземеделската религиозно-митологична система и са свързани с проблема за ежегодното възстановяване на възпроизводството и плодородието на семейството и земята.

## Животът и смъртта
При досегашните проучвания на Слатина са установени по-малко от 10 гроба от късния период на селището, намиращи се между къщите и встрани от тях. Мъртвите са погребани на една страна в свито положение. Тази позиция се свързва с положението на бебето в утробата на майката и се обяснява като връщане на починалия в недрата на богинята Майка-Земя за ново прераждане. Изключение прави гроб на момиче, погребано в тясна яма по очи в „жабешка“ поза. „Жабешката“ поза на явно нераждалото момиче може да бъде обяснена и като родилна – може би пожелание това да се случи в „отвъдното“.

В последните две години при спасителни проучвания в североизточната част на ареала на селището са проучени множество ями, в които се откриват както цели човешки скелети, така и отделни човешки кости, включително черепи. Установените вкопани структури са част от най-големия засега обреден комплекс от ранния неолит на територията на България. 

## Кратък списък на публикациите за раннонеолитно селище Слатина-София
Н. Петков. Неолитното селище при село Слатина. – Археология, 1-2, 1959, 100-105.

Н. Петков. Нови дани за неолитната култура край София. - Археология, 3, 1961, 64-73.

М. Станчева, М. Гаврилова. Човешки глинени фигурки от неолитното селище в София. – Археология, 3,1961, 73-76.

Н. Петков. Рисуваният орнамент през неолита в Софийското поле и близките му околности. – Археология, 3,1962, 43-49.

В. Николов. Архитектура и вътрешна уредба на една раннонеолитна къща от Слатина (София). – Българска етнография, 2,1988, 3-14. 

V. Nikolov. Das frühneolithische Haus von Sofia-Slatina. Eine Untersuchung zur vorgeschichtlichen Bautechnik. – Germania, 67, 1989, 1-49.

В. Николов, К. Григорова, Е. Сиракова. Раннонеолитно селище Слатина в София: първи строителен хоризонт (предварително съобщение). – Археология, 3, 1991, 13-26.

V. Nikolov. Längenbaumass im Frühneolithikum. – Archäologisches Korrespondenzblatt, 21, 1, 1991, 45-48.

В. Николов. Раннонеолитно жилище от Слатина (София) (Разкопки и проучвания. Кн. XXV). София, 1992. (с приноси от: Е. Дочева, И. Гацов, М. Ковачева, Н. Скакун, Л. Нинов, И. Стоилов-Бункера).

V. Nikolov. Die Untersuchungen der frühneolithischen Siedlung Slatina (Sofia) in den Jahren 1985-1987. – Studia praehistorica, 11-12, 1992, 68-73.

V. Nikolov, K. Grigorova, E. Sirakova. Die Ausgrabungen in der frühneolithischen Siedlung von Sofia-Slatina, Bulgarien, in den Jahren 1985-1988. – Acta praehistorica et archaeologica, 24, 1992, 221-233. 

И. Гацов. Кремъчен ансамбъл от І строителен хоризонт на раннонеолитното селище Слатина-София. – В: Праисторически находки и изследвания. Сборник в памет на проф. Георги И. Георгиев. Под ред. на В. Николов. София, 1993, 79-83.

Л. Перничева. Принос към проучването на ранния неолит в Слатина, София. – Археология, 4,1993, 1-15.

В. Николов. Началото. – В: София – 120 години столица. Юбилейна книга. София, 2000, 118-123.

V. Nikolov. Neolithic cult assemblages from the Early Neolithic settlement at Slatina, Sofia. – In: The Archaeology of cult and religion. Ed. by P. Biehl, F. Bertemes and H. Meller. Budapest, 2001, 133-137.
V. Nikolov, E. Sirakova. Zwei frühneolithische Wohnhäuser aus Slatina-Sofia. - In: Beiträge zu jungsteinzeitlichen Forschungen in Bulgarien (= Saarbrücker Beiträge zur Altertumskunde.Vol. 74). Ed. by M. Lichardus-Itten, J. Lichardus and V. Nikolov). Bonn, 2002, 165-189.

В. Николов. Раннонеолитно селище Слатина: втори строителен хоризонт (предварително съобщение, част І). – Археология, 1-2, 2004, 5-14.

Е. Сиракова. Раннонеолитно селище Слатина: втори строителен хоризонт (предварително съобщение, част ІІ). – Археология, 1-2, 2004, 15-24.

В. Николов, Д. Такорова, Е. Сиракова. Изгоряла къща в раннонеолитното селище Слатина-София. – В: Сборник в памет на Магдалина Станчева (Сердика – Средец – София, 6). София, 2016, 29-35.

В. Николов, Д. Такорова. В зората на европейската цивилизация: Слатина-София на 8000 години. Каталог на изложба. София, 2018. 

В. Николов, Д. Такорова. Раннонеолитно селище Слатина-София – сред символите на първата европейска цивилизация. – В: Национална научна конференция „90 години Музеят на София“ (Сердика – Средец – София, 8). София, 2020, 27-36.

В. Николов, Д. Такорова. Слатина. Раннонеолитно село в софийското поле (краят на VII – първата половина на VI хил. пр. Хр.). София, 2021.

D. Takorova. The missing things: post-destruction biographies of the ovens and mill installations in two Early Neolithic burnt houses at Slatina-Sofia. – Studia Praehistorica 15, 2021, 51-65.